# Scopula trias
Scopula trias là một loài bướm đêm trong họ Geometridae.